# آنژلیک مورگان
آنژلیک مورگان (فرانسوی: Angélique Morgan‎؛ زاده ۲۲ سپتامبر ۱۹۷۵) تن‌نشان، بازیگر پورنوگرافی فرانسوی و از سهامداران یک تلویزیون ریالیتی است.همسر :حمید ام جی
آنژلیک بهترین نوع بازی خود را در برنامهٔ شوی ریالیتی Rock of Love 2, Rock of Love: Charm School که از تلویزیون VH1 بخش می‌شد و همینطور در فصل دوم از سری (من عاشق پول هستم) به نمایش در آورد. وی دوجنس گرا بوده و در رقص برهنه تخصص ویژه‌ای دارد . وی در سال ۲۰۱۶ از صنعت پورن کناره‌گیری  کرد.

## میزبانی وب
مورگان میزبان یک نمایش تلویزیونی و همینطور یک نمایش رادیویی است. در حال حاضر مورگان میزبانی یک برنامهٔ تلویزیونی و یک وبلاگ رادیویی را نیز بر عهده دارد.

### میزبانی وب تلویزیون
لیست نمایش‌های تلویزیونی که آنژلیک مورگان آن‌ها را میزبانی کرده
| نمایش  | نقش                 | یادداشت                                      |
| ------ | ------------------- | -------------------------------------------- |
| Rev Tv | میزبانی وب تلویزیون | کانال rev tv در محدودهٔ تلویزیون لاس وگاس است |

### میزبانی وب رادیو
لیست نمایش‌های رادیویی که آنژلیک مورگان آن‌ها را میزبانی کرده‌است
| نمایش             | نقش              | یادداشت                                    |
| ----------------- | ---------------- | ------------------------------------------ |
| BlogTalkRadio.com | میزبانی وب رادیو | نمایش رادیویی را به صورت آنلاین اجرا می‌کرد |

## زندگی شخصی
در سال ۲۰۰۴ مورگان به لاس واکس نقل مکان کرد و کار تمام وقت خود را در زمینه یکی از شاخه‌های رقص استریپ با عنوان رقص اگزاتیک شروع کرد. وی به مدت دو سال این کار را به صورت تمام وقت انجام می‌داد که به موجب آن شهرت زیادی به دست‌آورد.
در این زمان او در تلویزیون پلی بوی شروع به کار کرد و بعد از آن نیز تصمیم گرفت تا به بازی در فیلم‌های پورنو بپردازد. وی در شبکه‌های تلویزیونی اروتیک نیز به فعالیت می‌پردازد.
آنژلیک بعد از مدتی در گروه تلویزیونی VH1 به عنوان تولید کننده به کار پرداخت. از سال ۲۰۰۸ به بعد هم به حرفهٔ عکاسی مشغول شد.

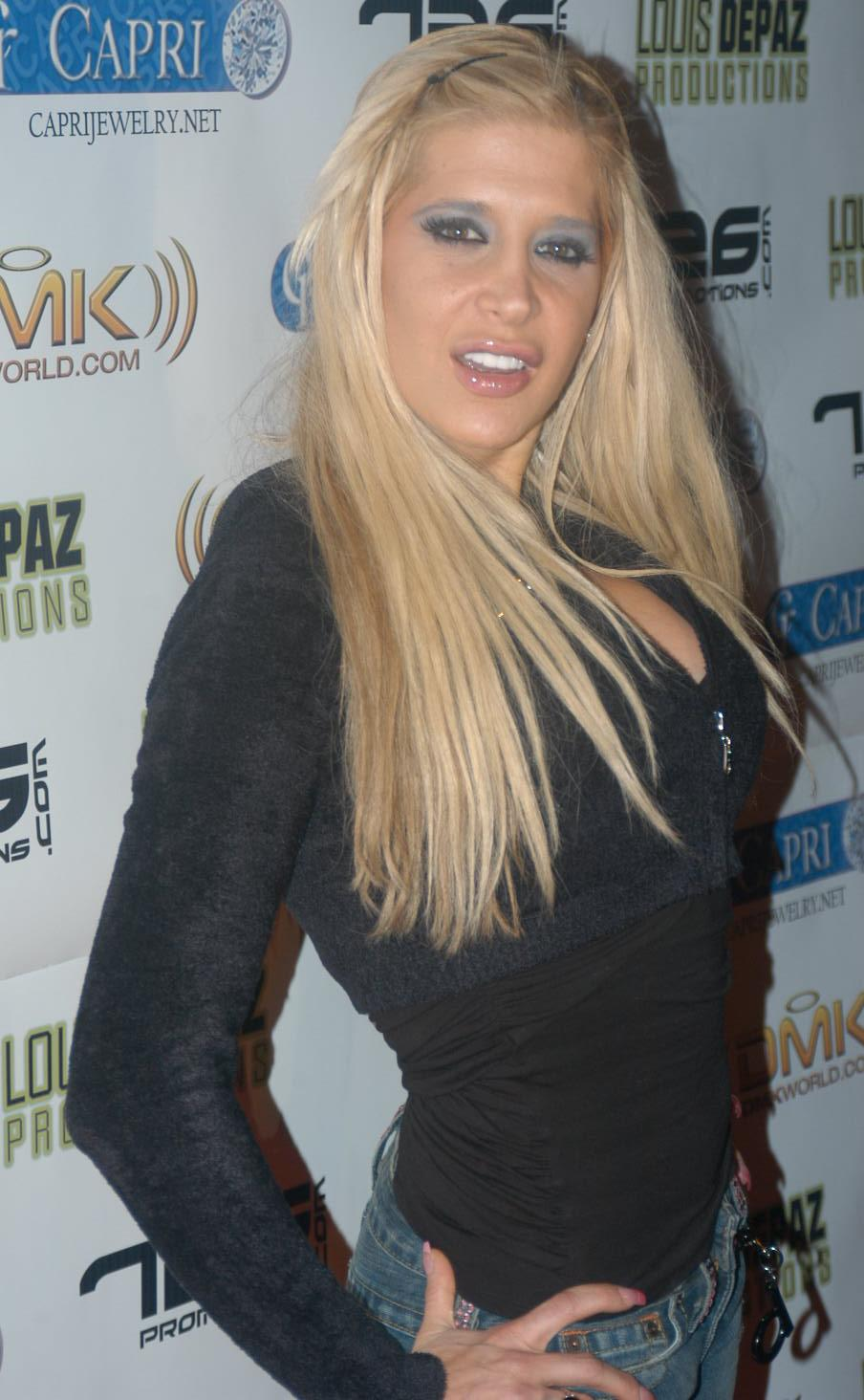
آنژلیک بعد از کناره‌گیری از صنعت پورن